# Parkcross Maldegem
Le Parkcross (ou Cyclocross Vossenhol-Maldegem) est une compétition de cyclo-cross disputée annuellement à Maldegem, en Belgique, dans la province de Flandre-Orientale.
En raison de la pandémie de Covid-19, l'édition 2021 n'est pas organisée.

## Palmarès

### Hommes élites
| Année | Vainqueur              | Deuxième               | Troisième             |
| ----- | ---------------------- | ---------------------- | --------------------- |
| 2007  | Sven Nys               | Niels Albert           | David Willemsens      |
| 2008  | Niels Albert           | Sven Nys               | Bart Wellens          |
| 2009  | Sven Nys               | Sven Vanthourenhout    | Bart Wellens          |
| 2010  | Niels Albert           | Kevin Pauwels          | Bart Wellens          |
| 2011  | Sven Nys               | Sven Vanthourenhout    | Klaas Vantornout      |
| 2012  | Sven Vanthourenhout    | Kevin Pauwels          | Dieter Vanthourenhout |
| 2013  | Bart Wellens           | Sven Nys               | Niels Albert          |
| 2014  | Sven Nys               | Tom Meeusen            | Niels Albert          |
| 2015  | Kevin Pauwels          | Laurens Sweeck         | Gianni Vermeersch     |
| 2016  | Michael Vanthourenhout | Kevin Pauwels          | Radomír Šimůnek       |
| 2017  | Mathieu van der Poel   | Michael Vanthourenhout | Tim Merlier           |
| 2018  | Laurens Sweeck         | David van der Poel     | Tim Merlier           |
| 2019  | Mathieu van der Poel   | Michael Vanthourenhout | Toon Aerts            |
| 2020  | Eli Iserbyt            | Michael Vanthourenhout | Toon Aerts            |
| 2022  | Laurens Sweeck         | Eli Iserbyt            | Lars van der Haar     |
| 2023  | Michael Vanthourenhout | Laurens Sweeck         | Ryan Kamp             |
| 2024  | Eli Iserbyt            | Michael Vanthourenhout | Niels Vandeputte      |

### Femmes élites
| Année | Vainqueur         | Deuxième             | Troisième         |
| ----- | ----------------- | -------------------- | ----------------- |
| 2015  | Sanne Cant        | Sanne van Paassen    | Loes Sels         |
| 2016  | Sanne Cant        | Sophie de Boer       | Loes Sels         |
| 2017  | Marianne Vos      | Sanne Cant           | Sophie de Boer    |
| 2018  | Marianne Vos      | Annemarie Worst      | Laura Verdonschot |
| 2019  | Denise Betsema    | Laura Verdonschot    | Annemarie Worst   |
| 2020  | Annemarie Worst   | Inge van der Heijden | Denise Betsema    |
| 2022  | Annemarie Worst   | Manon Bakker         | Aniek van Alphen  |
| 2023  | Annemarie Worst   | Manon Bakker         | Denise Betsema    |
| 2024  | Laura Verdonschot | Leonie Bentveld      | Manon Bakker      |